# Parque natural regional de los Pirineos catalanes
El parque natural regional del Pirineo catalán (en francés: Parc naturel régional des Pyrénées catalanes; en catalán: Parc natural regional del Pirineu català) es uno de los 51 parques naturales regionales de Francia (en enero de 2015) situado en los Pirineos franceses, dentro de la región del Rosellón. Creado el 5 de marzo de 2004, fue el primer parque natural regional de Francia situado en la Cordillera Pirenaica. Se extiende por 137.100 hectáreas de 64 comunas del departamento de los Pirineos Orientales, en las comarcas de la Alta Cerdanya, el Capcir y el Conflent.
Su altitud varía entre los 300 m s. n. m. de Villafranca de Conflent y los 2.922 del Pico Carlit. También reagrupa otras montañas destacadas como el Canigó y el Puigmal, grandes lagos como los de la Bollosa, Lanós, Matamala o Puigbalador y atracciones turísticas como el tren amarillo o los monasterios de Cuixá y de San Martín del Canigó. Los bosques, principalmente de pino negro, llenan el 50% de su superficie. La fauna y la flora están influenciadas por el clima de característico mediterráneo y de montaña.

## Fauna

Logo del parque.

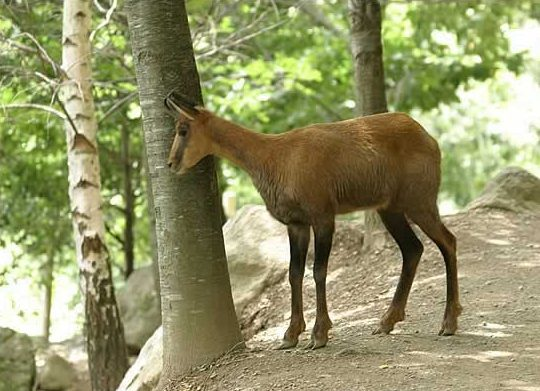
Rebeco de los Pirineos.

El parque alberga una gran variedad de especies animales: treinta especies de mamíferos y más de cien especies de aves incluidas las migratorias y residentes. En total, el área contiene aproximadamente el 36% de las especies de vertebrados presentes en Francia (excepto los de peces), el 37% de las aves y el 55% de los mamíferos. Las especies más importantes de la zona son los siguientes:

### Mamíferos
- Rebeco del Pirineo (Rupicapra pyrenaica)
- Desmán pirenaico (Galemys pyrenaicus) (especie endémica)*
- gato montés (Felis silvestris)
- Armiño (Mustela erminea)
- Nutria europea (Lutra lutra)
- Musgaño de Cabrera (Neomys anomalus)

### Aves
- Quebrantahuesos (Gypaetus barbatus)
- Cantabria urogallo (Tetrao urogallus) (especie endémica)*
- Chorlito carambolo (Eudromias morinellus)
- Águila Real (Aquila chrysaetos)
- Buitre leonado (Gyps fulvus)
- Perdiz nival del Pirineo (Lagopus muta) (especie endémica)*
- Perdiz hispana (Perdix perdix hispaniensis) (especie endémica)*

### Anfibios
- Tritón pirenaico (Euproctus asper) (endémica)*

### Peces
- Barbo del sur (Barbus meridionalis) (una especie endémica de la zona del Mediterráneo)*